# Christoph Börner
Christoph J. Börner (* 8. März 1964 in Köln) ist ein deutscher Betriebswirt und als Hochschullehrer an der Heinrich-Heine-Universität Düsseldorf tätig.

## Leben und Wirken
Christoph Börner studierte im Anschluss an eine Bankausbildung bei der damaligen Stadtsparkasse Köln an der Universität zu Köln von 1986 bis 1990 Betriebswirtschaftslehre. Anschließend promovierte (1994) und habilitierte (2000) er am „Seminar für Allgemeine Betriebswirtschaftslehre und Bankbetriebslehre“ an der Universität als Schüler von Hans E. Büschgen. 2000 wurde ihm die Venia legendi für Betriebswirtschaftslehre verliehen. Im Sommersemester 2001 nahm er eine Vertretungsprofessur an der Universität Mannheim und im Wintersemester 2001/2002 an der Heinrich-Heine-Universität Düsseldorf wahr, wo er 2002 zum Universitätsprofessor ernannt wurde. Seitdem hat er in Düsseldorf den Lehrstuhl für „Betriebswirtschaftslehre, insbesondere Finanzdienstleistungen“ inne.
Zwischen 2003 und 2013 war Börner Mitglied des Prüfungsausschusses für Wirtschaftsprüfer der Wirtschaftsprüferkammer Düsseldorf. Von 2005 bis 2007 war er Dekan der Wirtschaftswissenschaftlichen Fakultät. Seit Dezember 2010 ist Börner Mitglied des Börsenrates der Börse Düsseldorf. Seit Januar 2012 ist Börner Wissenschaftlicher Geschäftsführer der Düsseldorf Business School. Seit dem 1. Oktober 2017 gehört er als Prorektor für Studienqualität und Personalmanagement dem Rektorat der Heinrich-Heine-Universität an.